# Michael Pohl (Metallurg)
Michael Pohl (* 1943 in Bochum) ist ein deutscher Eisenhüttenkundler und emeritierter Professor für Werkstoffprüfung an der Ruhr-Universität Bochum.

## Leben und Werdegang
Michael Pohl studierte Eisenhüttenkunde an der RWTH Aachen. 1965 wurde er Mitglied des Corps Marko-Guestphalia Aachen. Nach Abschluss des Studiums als Dipl.-Ing. war er von 1970 bis 1985 wissenschaftlicher Mitarbeiter und stellvertretender Leiter am Gemeinschaftslabor für Elektronenmikroskopie. 1977 wurde er über Elektronenmikroskopische Untersuchungen zum Ausscheidungsverhalten unstabilisierter vollaustenitischer CrNi-Stähle im Temperaturbereich von 500 bis 800° C. zum Dr.-Ing. promoviert. Im Jahr 1985 wechselte Pohl an die Ruhr-Universität Bochum und war dort am Institut für Werkstoffe bis zu seiner Emeritierung im Jahr 2011 Lehrstuhlinhaber für Werkstoffprüfung. Außerdem gehörte er 14 Jahre dem Senat an, zwischenzeitlich als dessen Vorsitzender.

## Auszeichnungen (Auswahl)
- Henry Clifton Sorby Award der International Metallographic Society (2012)[5]
- Ehrenmitgliedschaft des VDI (2011)[6]
- Roland-Mitsche-Preis (2000)[7]

## Veröffentlichungen (Auswahl)
- Kathodische Spannungsrisskorrosion. Untersuchung und Analytik, In: Fortschritte in der Werkstoffprüfung für Forschung und Praxis. Werkstoffeinsatz, Qualitätssicherung und Schadensanalyse, hrsg. von Wolfgang Grellmann und Holger Frenz, Berlin 2014. S. 49–58.
- Broken Car Steering Rack – The Embrittlement Mechanisms of Steels, In: Praktische Metallographie 50 (2013) 615–630.
- mit S. Kühn, F. Unterumsberger, T.Suter: Neue Verfahren zur integralen und lokalen Analyse von diffusiblem Wasserstoff in hochfesten Stählen, In: Tagungsband Werkstoffprüfung 2012, 6.–7. Dezember 2012 in Bad Neuenahr, S. 153–159.
- mit L. Gerke, J. Stella, J.-C. Schauer, J. Winter: Cavitation erosion of DLC coatings produced by PECVD on stainless steel and NiTi substrates, In: Surface & Coatings Technology, 2010, S. 3418–3424.
- Einführung in die Schadensanalyse: Die aktualisierte VDI-Richtlinie 3822, In: VDI-Berichte Nr. 2079, 2009, S. 3–11.
- mit N. Lindner: Gefüge und Eigenschaften von Damaszener-Stählen, In: Praktische Metallographie, Sonderband 25 (1994), S. 519–530.